# Football Club Treviso
Football Club Treviso, antes denominado Treviso Foot-Ball Club 1993 é um clube italiano de futebol fundado em 1896 na cidade de Treviso. Atualmente disputa a Lega Pro Prima Divisione (Grupo A), correspondente à terceira divisão nacional.
Seu estádio, o Estádio Omobono Tenni, possui capacidade para 10 mil espectadores. Suas cores são branco e azul-celeste.

## Historia

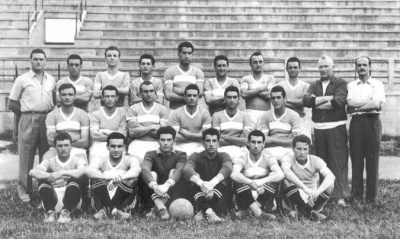
Jogadores do trefiso na temporada 1951-52

A prática do futebol, em Treviso, está documentado até 1896, quando se joga a primeira história da liga de futebol italiana, em uma competição de atletismo, incluindo um número de disciplinas atléticas. O torneio, que teve lugar na Piazza d'Armi, em Santa Maria del Rovere, viu a participação de três formações Treviso: Turazza o Instituto, a Sociedade de Velocipedistica Ginnastica Trevigiana e a equipe de Vittorio Veneto. O torneio foi ganho pela Udinese.
A paixão pelo futebol na cidade foi iniciado pelo alemão Manfred Herion. Entre 1904 e 1907 houve um florescimento de equipes em Treviso, assim como nas vizinhas Údine, Veneza e Pádua. O mais importante foi, sem dúvida, a Associazione Calcio Treviso em 1908. Antonio Morosini foi eleito presidente-honorário e Manfred Herion, o primeiro presidente eleito do clube.
Em 1909, foi oficialmente o "Foot Ball Club Treviso", uma data que remonta a 18 de janeiro. O primeiro presidente foi Felix Sanson, a camisa era branca e meias pretas. O primeiro torneio realizado pelo Treviso foi denominado "Copa do Senhor". Para jogar em S. Maria del Rovere, um par de milhas de as paredes do centro histórico da cidade.
Até 2005, o Treviso (que falira em 1993 e teve que ser renomeado para Foot Ball Club Treviso 1993, herdando os feitos do antigo AC Treviso) nunca havia disputado a Série A, até conquistar a promoção da Série B. Mas o clube duraria apenas uma temporada na elite do futebol italiano, sendo rebaixado logo depois.
Em 2009, o Treviso entrou novamente em processo de falência, sendo relegado às divisões inferiores do país e novamente rebatizado, agora como Associazione Sportiva Dilettantistica Treviso 2009. Dois anos depois, mudaria novamente de nome e e estatuto (semiprofissional para profissional após ascender da Série D para a Lega Pro Seconda Divisione), se chamando, desde então, Football Club Treviso.

## Uniformes
- Uniforme titular: Camisa branca com detalhes em azul-celeste, calção branco e meias brancas;
- Uniforme reserva: Camisa preta com detalhes em azul-celeste, calção preto e meias pretas;
- Terceiro uniforme: Camisa azul-celeste com listras brancas, calção branco e meias brancas.